# Lüchow (Wendland)
Lüchow település Németországban, azon belül Alsó-Szászország tartományban. Lakosainak száma 9494 fő (2024. december 31.). Lüchow Trebel, Gusborn és Küsten községekkel határos.

## Népesség
A település népességének változása:
| Lakosok száma | 9678 | 9214 | 9256 | 9420 | 9437 | 9407 | 9612 | 9588 | 9494 |
|               | 2015 | 2016 | 2017 | 2019 | 2020 | 2021 | 2022 | 2023 | 2024 |